# El Bellote
El Bellote är en ort i Mexiko.   Den ligger i kommunen Paraíso och delstaten Tabasco, i den sydöstra delen av landet, 600 km öster om huvudstaden Mexico City. El Bellote ligger 1 meter över havet och antalet invånare är 1 113.
Terrängen runt El Bellote är mycket platt. Havet är nära El Bellote åt nordost. Runt El Bellote är det ganska tätbefolkat, med 108 invånare per kvadratkilometer. Närmaste större samhälle är Paraiso, 7,2 km väster om El Bellote. Trakten runt El Bellote består huvudsakligen av våtmarker.